# Microthyris anormalis
Microthyris anormalis is een vlinder uit de familie van de grasmotten (Crambidae), uit de onderfamilie van de Spilomelinae. De wetenschappelijke naam van deze soort is voor het eerst voorgesteld als Botys anormalis door Achille Guenée in een publicatie uit 1854.
Deze soort komt voor in het zuiden van de Verenigde Staten, Cuba, Jamaica, de Dominicaanse Republiek, Puerto Rico, de Maagdeneilanden, Saint Vincent en de Grenadines, Belize, Honduras, Nicaragua, Colombia en Frans-Guyana.